# Na baště sv. Tomáše
Na baště sv. Tomáše je ulice na Hradčanech v Praze na místě bývalých hradeb, začíná na Gogolově a končí na Badeniho ulici. Jméno má podle bastionu nazvaného na počest apoštola Tomáše, jehož obvod ulice kopíruje. Na čísle 7 je vlastní vila českého architekta a designera Rudolfa Stockara (1886–1957).

## Historie a názvy
Mariánské hradby, barokní opevnění Pražského hradu, vznikly na přelomu 17. a 18. století (1654–1721). Ulice dostala oficiální název "Na baště sv. Tomáše" v roce 1912.

## Budovy, firmy a instituce
- bytový dům (SVJ) – Na baště sv. Tomáše 3/232[4] z roku 1911
- secesní nájemní dům – Na baště sv. Tomáše 5[5]
- vila Rudolfa Stockara – Na baště sv. Tomáše 7[6]
- nájemní dům – Na baště sv. Tomáše 9[7]